# Мила (порноактриса)
Мила (англ. Mila, род. 20 апреля 1970, Одесса) — американская порноактриса советского происхождения, лауреат премии AVN Awards.

## Биография
Родилась 20 апреля 1970 года в Одессе. Имеет еврейские корни. В раннем возрасте вместе с родителями переехала в Лос-Анджелес. Училась в частной школе, где была отличницей. Получила степень бакалавра психологии в Университете штата Калифорния в Нортридже. Несколько лет работала в медицинской сфере.
Дебютировала в порноиндустрии в 1996 году, в возрасте около 26 лет. Снималась для таких студий, как Sin City, VCA Pictures, Vivid Entertainment, Wicked Pictures, Rosebud, Heatwave, Amazing и многих других. В период 1997—1999 гг. также выступила режиссёром, сняв четыре фильма для студий Dangerboy Video и Outlaw Productions.
До 2001 года работала в The Chicken Ranch, легальном борделе в Неваде, пока не вышла замуж.
Трижды получала премию AVN Awards за самую скандальную сцену секса — в 1998, 1999 и 2000 годах.
Ушла из индустрии в 2009 году, снявшись в 370 фильмах.

## Награды
| Год  | Награда    | Категория                           | Работа                                 | Результат |
| ---- | ---------- | ----------------------------------- | -------------------------------------- | --------- |
| 1998 | AVN Awards | Самая скандальная сцена секса сцена | My Girlfriend’s Girlfriend             | Победа    |
| 1999 | AVN Awards | Самая скандальная сцена секса сцена | Ass Artist                             | Победа    |
| 2000 | AVN Awards | Самая скандальная сцена секса сцена | Perverted Stories 22: Visual Vulgarity | Победа    |

## Избранная фильмография
- Perverted Stories 22: Visual Vulgarity (1999)